# 라드공드
성녀 라드공드(영어: Saint Radegund, 독일어: Radegundis, 프랑스어: Radegonde , 520년 추정 – 586년 8월 13일)는 6세기 경의 프랑크족의 공주로서 푸아티에에 성십자 수녀원을 건립했다. 9세기경 기독교의 성인으로 시성되었으며, 몇몇 잉글랜드 교회와 케임브리지 대학교의 지저스 칼리지의 수호성인이기도 하다.

## 생애
520년 무렵 게르만 지역의 튀링겐의 세 왕 중의 하나였던 베르타카르의 딸로 태어났다. 숙부인 헤르만프리트가 아버지와 싸워 그를 죽이자 그녀는 숙부의 집으로 끌려갔다. 헤르만프리트는 이후 프랑크족의 왕인 테우데리히 1세와 동맹을 맺고 다른 형제인 바데리크와의 싸움에서도 승리했다. 그러나 헤르만프리트는 튀링겐 지역을 손에 넣은 후에 테우데리히와 나누겠다는 약속을 배신하고 만다.
531년 테우데리히는 자신의 동생인 클로타르 1세와 함께 튀링겐으로 돌아와 헤르만프리트를 무찌르고 왕국을 정복했다. 클로타르는 라드공드를 메로빙거 왕조의 본거지인 갈리아로 데려가 자신의 아내로 삼았다.
라드공드는 클로타르의 여섯 아내(혹은 정부)의 한 명이 되었다. 클로타르와 그녀의 사이에는 자식이 없었으며, 클로타르 1세가 그녀의 형제를 죽이자 그를 떠났다. 누아용에서 주교의 도움으로 푸아티에에 수녀원을 세우고 신에 귀의하였다. 이 수녀원은 그리스도의 십자가로 인정되는 유물로 유명하다.

## 사후
잉글랜드의 5개의 사목구 성당이 그녀에게 봉헌되었고, 세인트 폴 대성당과 글로스터 대성당, 리치필드 대성당, 엑세터 대성당의 채플 또한 그녀에게 바쳐졌다. 1191년에는 그녀를 기리기 위해 도버 옆에 세인트 레드군드 애비뉴가 세워졌다.
12세기 무렵, 그녀와 성 마리아를 기리는 수녀원 근처에 세워진 학교에서 유래된 케임브리지 대학교의 지저스 칼리지는 그녀를 수호성인으로 하고 있다.
프랑스에도 그녀를 기리기 위한 많은 장소들이 있다.